# Elmbridge (borough)
Elmbridge – dystrykt w hrabstwie Surrey w Anglii.

## Miasta
- Cobham
- Esher
- Walton-on-Thames
- Weybridge

## Inne miejscowości
Claygate, Downside, Hersham, Hinchley Wood, Long Ditton, Molesey, Oatlands, Oxshott, Stoke d’Abernon, Thames Ditton, Weston Green, Whiteley Village.